# Pięćdziesiąt Biblii Konstantyna

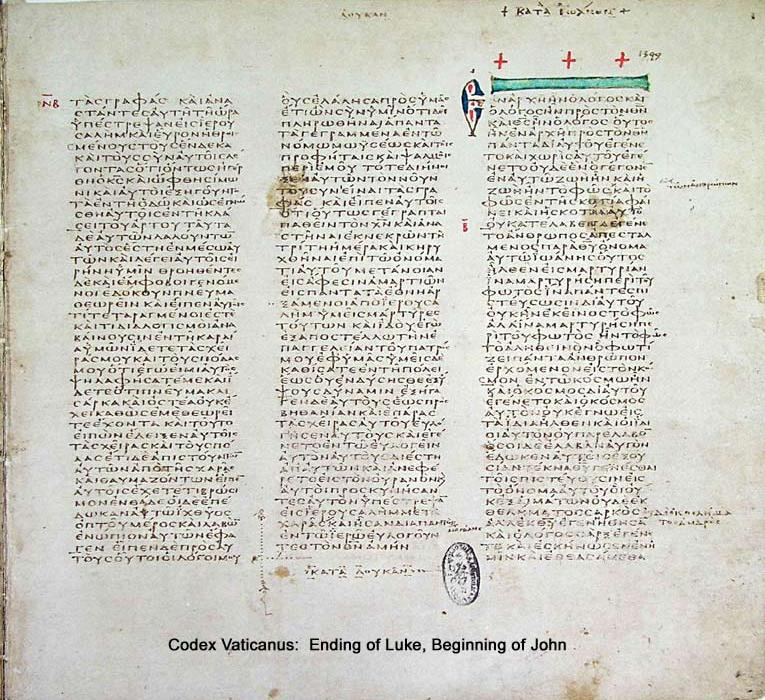
Kodeks Watykański

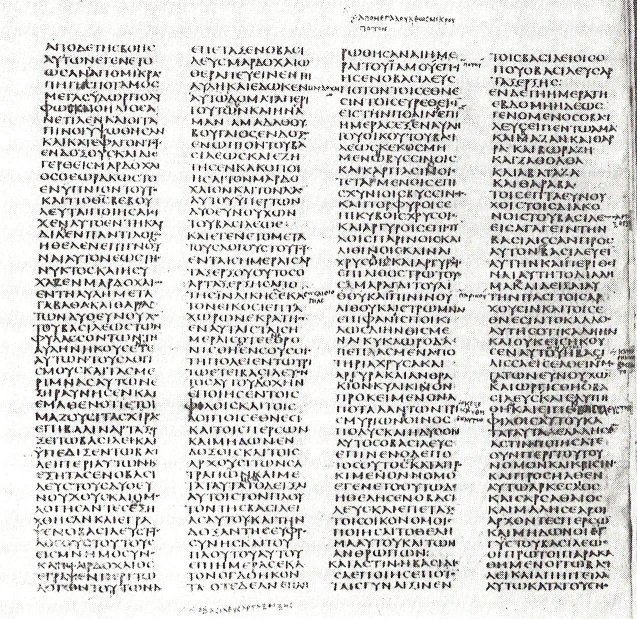
Kodeks Synajski

Pięćdziesiąt Biblii Konstantyna – pięćdziesiąt egzemplarzy Biblii, które na polecenie cesarza Konstantyna Wielkiego przygotować miał Euzebiusz z Cezarei. Fakt ten został opisany przez Euzebiusza w Vita Constantini („Życie Konstantyna”), w księdze IV, rozdziałach 36–37. Od XIX wieku spekuluje się na temat możliwości przetrwania niektórych kopii do naszych czasów. Jako takowe wskazywane są Kodeks Synajski i Kodeks Watykański.

## Nota Euzebiusza
Polecenie cesarskie zostało następująco opisane przez Euzebiusza w Vita Constantini, w księdze IV, rozdziałach 36–37:

„Uznałem za stosowne wskazać Twojej Roztropności, abyś profesjonalnym kopistom, dobrze znającym się na sztuce, polecił przepisać na starannie przygotowanych pergaminach, w sposób czytelny i w poręcznej, przenośnej formie, pięćdziesiąt kodeksów Świętych Pism, których przygotowanie i użytek uważasz za niezbędny dla nauczania Kościoła” (Eusebii Pamphili, De vita Constantini, IV, 36).

Na temat wykonania tego polecenia Euzebiusz napisał tylko tyle: (...) εν πολυτελως ησκημενοις τευχεσι τρισσα και τετρασσα διαπεμψαντων ημων (De vita Constantini, IV, 37), w polskim przekładzie Teresy Wnętrzak: „Wysłaliśmy mu kunsztownie i wspaniale ozdobione woluminy złożone z trzech albo czterech foliałów” (Życie Konstantyna, WAM, Kraków 2007). Treść polskiego tłumaczenia jest jednak tylko jedną z możliwych interpretacji oryginału. Tekst Euzebiusza jest wyjątkowo niejasny ze względu na wieloznaczność terminu τευχος (naczynie, dzban, futerał na zwoje papirusowe; tom, księga, nawet kolumna tekstu). Fragment ten może być rozumiany następująco:
1. kodeksy zostały przygotowane w trzech albo czterech tomach – tak interpretował Bernard de Montfaucon;
2. kodeksy zostały wysłane w trzech albo czterech skrzyniach (naczyniach) – możliwość tę zasygnalizował F.A. Heinichen;
3. kodeksy zostały zaaranżowane w foliałach po trzy lub cztery folios (podwójnych kart) – tak uważał Scrivener;
4. tekst kodeksów jest pisany w trzech albo czterech kolumnach – tak odczytywali cytowany fragment Tischendorf, Gebhardt i Gregory.

## Kodeks Synajski i Watykański
Odkrywca Kodeksu Synajskiego Konstantin von Tischendorf uważał, że Kodeks Synajski oraz Kodeks Watykański należały do pięćdziesięciu Biblii sporządzonych przez Euzebiusza w Cezarei. Jego zdaniem kodeksy przygotowane przez Euzebiusza były pisane albo w trzy (jak ma Kodeks Watykański), albo w cztery kolumny na stronę (jak ma Kodeks Synajski). Pogląd ten podzielał również Pierre Batiffol. Tischendorf był zdania, że skryba 'B' Kodeksu Watykańskiego oraz skryba 'D' Kodeksu Synajskiego to ta sama osoba. Dokładne badania przeprowadzone przez Skeate’a i Milnego wykluczyły taką możliwość.
Scrivener zwrócił uwagę na różnice zachodzące pomiędzy oboma rękopisami. Kodeks Synajski stosuje Kanony Euzebiusza, podczas gdy Kodeks Watykański posługuje się starszym systemem dzielenia ewangelicznego tekstu. Kodeks Watykański sporządzony został w formacie po pięć kart w jednym foliale, natomiast Synajski – po 8. Wskazał też na trudności w pogodzeniu obu kodeksów z opisem Euzebiusza, gdyż jego zdaniem miały one po trzy lub cztery folios w jednym foliale (Scrivener powołał się na łaciński przekład Valesiusa). Tekst Euzebiusza jest przy tym zbyt niejasny, by szukać w nim oparcia dla wątpliwych hipotez.
Westcott i Hort powołali się na listę ksiąg świętych sporządzoną przez Euzebiusza kilka lat wcześniej, a zamieszczoną przezeń w „Historii Kościelnej” (III księga, 25). Trudno jest dopatrzyć się zgodności między tą listą a zawartością jakiegokolwiek rękopisu zachowanego do naszych czasów. Prawdopodobnie więc żadna z 50 kopii Biblii sporządzonych przez Euzebiusza nie przetrwała. Caspar René Gregory uważał, że Kodeks Watykański i Synajski powstały w Cezarei i mogły należeć do owych 50 rękopisów Biblii sporządzonych na polecenie Konstantyna.
Frederic G. Kenyon zauważył, że brak wystarczających dowodów, by wierzyć, że kodeks Watykański i Synajski należą do pięćdziesięciu egzemplarzy Biblii. Jego zdaniem oba kodeksy powstały raczej w Aleksandrii niż w Cezarei. Victor Gardthausen argumentował, że Sinaiticus jest o co najmniej 50 lat młodszy niż Vaticanus i hipotetycznie tylko on mógłby wchodzić do owych 50 egzemplarzy.
Kirsopp Lake (1872–1946) był przekonany, że egipskie pochodzenie obu kodeksów jest bardziej prawdopodobne niż cezarejskie. Sinaiticus stosuje nietypową transkrypcję terminu κραβαττος jako κραβακτος (łoże), a zamiast Ισραηλειτης wprowadza formę Ισδραηλειτης, podobnie w Vaticanus pojawia się Ιστραηλειτης. Formy te spotykane są tylko w egipskich papirusach. Kolejność Listów Pawłowych jest właściwa dla koptyjskiej tradycji i jest zgodna z kolejnością przekazaną przez Atanazego w Liście wielkanocnym z 367 roku. Niemniej oba kodeksy mogły należeć do owych 50 kopii, jakkolwiek zostały sporządzone w Aleksandrii na polecenie Euzebiusza.
Hermann von Soden był zdania, że rękopisy reprezentowały tekst cezarejski. Według Burnetta H. Streetera wysłane rękopisy reprezentowały recenzję Lucjana z Antiochii i dlatego Hieronim będąc w Konstantynopolu około roku 380 spotkał tam ten właśnie typ tekstu.
Teodor Skeat rozwinął hipotezę Tischendorfa. Zdaniem Skeata Kodeks Watykański został odrzucony przez cesarza, ponieważ nie zawierał Kanonów Euzebiusza, zawierał wiele not korektorskich (uczynionych jeszcze w skryptorium), a ponadto brakowało w nim ksiąg Machabejskich. 
Kurt Aland, Bruce M. Metzger i inni hipotezę Tischendorfa uznali za mało prawdopodobną. Zdaniem Parkera Kodeks Synajski powstał w latach 350–360, wskazał też, że nie było to jedyne tego typu przedsięwzięcie w tamtych czasach. Podobnego dokonał Atanazy Wielki za Konstansa, z pewnością były też inne analogiczne przypadki. Fakt, że oba rękopisy przekazują tekst Nowego Testamentu według tradycji aleksandryjskiej czyni tę hipotezę mało prawdopodobną.

## Wpływ na historię tekstu
Kopie zamówione przez Konstantyna miały służyć dla Konstantynopola. Niezależnie od tego, w innych miejscach powstały kopie dla innych Kościołów. Notę o innym podobnym przedsięwzięciu znajdujemy u Atanazego, który informuje, że posłał Euzebiuszowi z Nikomedii księgi zawierające Pismo Święte, przygotowane na jego polecenie. Atanazy mógł otrzymać to żądanie pomiędzy 23 listopada 337 roku a 16 kwietnia 339 roku. Atanazy nie podaje liczby sporządzonych przez siebie kopii. J. Duplacy oszacował, że całkowita liczba rękopisów sporządzonych w IV wieku wynosiła 1500-2000, po 4-5 kopii dla każdej diecezji.
Tak wielka liczba rękopisów wysłana do stolicy cesarstwa musiała wywrzeć wpływ na historię tekstu Nowego Testamentu. Heinrich Schumacher (1883–1949) uważał, że Euzebiusz przygotował 50 lekcjonarzy. Tekst późniejszych lekcjonarzy bizantyjskich pochodzi właśnie stąd.
Hermann von Soden tekst reprezentowany przez 50 Biblii Konstantyna oznakował przy pomocy symbolu I. Uważał, że tekst ten jest rezultatem recenzji dokonanej przez Pamfila w Cezarei ok. roku 300. Tekst ten nie zachował się w czystej postaci. Frederic G. Kenyon był zdania, że tekst owych kopii reprezentował raczej antiocheńską niż aleksandryjską tradycję tekstualną. Streeter uznał, że Euzebiusz użył starych rękopisów przechowywanych w bibliotece cezarejskiej, których tekst jest bliski dla tekstu cytatów Orygenesa. Ten typ tekstu Streeter nazwał cezarejskim. John William Wevers uważa, że w oparciu o egzemplarze nadesłane przez Euzebiusza powstała konstantynopolitańska recenzja tekstu Septuaginty. Reprezentują ją rękopisy: A, M, V, 29, 59, 68, 71, 82, 121 i 122.